# Johan Marthe Collot d'Escury
Le baron Johan Marthe Collot d'Escury, né le 6 juillet 1742 à Sliedrecht et mort le 1er décembre 1817 à La Haye, est un homme politique néerlandais.

## Biographie
Johan Marthe Collot d'Escury est le fils de Simon Petrus Collot d'Escury (1719-1800), maire de Gorinchem, et Charlotte Elisabeth van der Burch.
Fervent partisan du Parti orangiste, il est expulsé de ses fonctions en 1795. En 1801, il refuse une nomination au corps législatif, mais un an plus tard, il devient membre du gouvernement départemental de Hollande. À partir de 1814, il siège pendant plus de deux ans au Parlement.
Marié avec Wilhelmina Christina du Tour (sœur de Johan du Tour), il est le père de Carel Collot d'Escury (nl) et d'Hendrik Collot d'Escury.

## Mandats et fonctions
- Bourgmestre de Rotterdam : 1789-1790
- Membre des États généraux des Provinces-Unies : 1814-1815
- Membre de la Seconde Chambre des États généraux : 1815-1817